# Kampylaster
Kampylaster is een geslacht van zeesterren uit de familie Asterinidae.

## Soort
- Kampylaster incurvatus Koehler, 1920